# Arrhytmus punctatus
Arrhytmus punctatus är en skalbaggsart som beskrevs av Charles Joseph Gahan 1890. Arrhytmus punctatus ingår i släktet Arrhytmus och familjen långhorningar.
Artens utbredningsområde är Madagaskar. Inga underarter finns listade.